# Pedamaran III
Pedamaran III is een bestuurslaag in het regentschap Ogan Komering Ilir van de provincie Zuid-Sumatra, Indonesië. Pedamaran III telt 1437 inwoners (volkstelling 2010).